# Nebbie
 Nebbie  (Conflict) è un film del 1945 diretto da Curtis Bernhardt.

## Trama
Richard e Kathryn Mason non sono la coppia felicemente sposata che tutti credono. Nel giorno del loro quinto anniversario di matrimonio lei accusa esplicitamente lui di essersi innamorato della giovane cognata Evelyn. Lui non lo nega, ma è ormai rassegnato a lasciare le cose come stanno, dal momento che la moglie non gli concederebbe mai il divorzio. Kathryn sa di essere in una posizione di potere, e lo deride al riguardo.
Alla festa del loro anniversario, organizzata dall'amico di famiglia e psicologo Mark Hamilton, Evelyn incontra il giovane collega di questi, il professor Norman Holsworth. Sulla via del ritorno Kathryn convince la sorella a tornare a casa, togliendole di dosso le attenzioni di Richard. L'uomo, in preda all'ira, fa un incidente con la macchina e si rompe una gamba.
Richard elabora dunque un losco piano che parte dal fingere di aver bisogno di una sedia a rotelle anche dopo che la sua gamba è tornata a posto. Il dottor Grant è effettivamente perplesso sulla situazione del suo paziente e gli diagnostica un problema più psicologico che fisico, suggerendo adeguato esercizio di riabilitazione, così viene organizzato un viaggio in auto verso un resort di montagna. All'ultimo, però, Richard riesce a restare a casa per finire un po' del suo lavoro da ingegnere.
Avviandosi verso il resort, Kathryn si ferma a casa di Hamilton e gli chiede di badare a Richard, poi riprende il suo viaggio. La donna si imbatte poi in un'auto abbandonata che blocca la stretta e deserta strada di montagna; inaspettatamente, dalla nebbia compare Richard, il quale le si avvicina minaccioso.
Pochi minuti dopo l'uomo spinge l'auto della donna giù per burrone e sposta alcuni tronchi di legno che cadono e la ricoprono, nascondendola a chi passi di lì. Torna infine a casa giusto in tempo per crearsi un alibi incontrando un dipendente che aveva convocato per finire il suo lavoro. In sua presenza Richard telefona due volte al resort e ovviamente sente dirsi che la moglie non vi è arrivata, quindi avvisa la polizia circa la scomparsa della donna. Alle forze dell'ordine e davanti all'amico Hamilton l'uomo descrive minuziosamente come fosse vestita Kathryn prima di uscire.
Quello che nella testa di Richard è un delitto perfetto sembra, però, cominciare a fare acqua. La polizia, pochi giorni dopo, arresta un borseggiatore in possesso di un particolare anello che Evelyn e suo cognato identificano essere di Kathryn; il manigoldo confessa di averlo rubato a una persona che corrispondeva alla descrizione della donna scomparsa; stando alle tempistiche, l'avrebbe fatto dopo la presunta sparizione di Kathryn. Poi Richard sente il profumo di sua moglie nella loro camera da letto e trova dentro la cassaforte di casa la fede nuziale della donna.
Mark suggerisce a Richard ed Evelyn di unirsi a lui per una vacanza a base di pesca per alleviare la tensione. Lo psicologo invita anche Holsworth, che coglie l'occasione per chiedere a Evelyn di sposarlo; lei si dimostra indecisa sul da farsi e ne parla a Richard, secondo cui l'esitazione della giovane è dovuta a un'infatuazione per lui. Anche lui, dunque, le confessa di amarla, ma lei nega fermamente di ricambiare tale sentimento. Più tardi Richard, capendo di aver sbagliato i suoi calcoli, incoraggia Holsworth a riprovarci.
Tempo dopo viene spedito a Richard un verbale di richiesta di risarcimento del banco dei pegni, e la grafia sembra essere quella di sua moglie. Si reca dunque all'attività e ivi trova il medaglione di Kathryn con annessa firma di lei sul registro, così avvisa la polizia ma quando torna nella bottega con alcuni agenti il quaderno è diverso e non sembra esistere alcun ciondolo. Infine, quando si è deciso ad andarsene e sta comprando nuovi bagagli, vede una donna per strada che sembra sua moglie, essendo vestita allo stesso modo. La segue in un appartamento ma dopo esservi entrato lo scopre vuoto: l'unica altra porta che dà sull'esterno è chiusa a chiave.
In preda al dubbio di non aver davvero ucciso Kathryn, Richard torna sulla scena del crimine per vedere una volta per tutte se il corpo della donna è dentro l'auto o no; ad attenderlo però trova Hamilton e molti agenti. La salma di Kathryn era stata trovata e rimossa molto tempo prima, e ora Richard viene arrestato. Hamilton rivela di esser stato insospettito dal suo amico fin dall'interrogatorio con la polizia poiché quella volta egli aveva descritto l'abbigliamento di sua moglie elencando, tra i vari accessori, anche una rosa che però le era stata apposta nel taschino dallo stesso Hamilton quando lei era andato a trovarlo dopo aver già salutato il marito, il che significava che questi aveva nuovamente visto Kathryn. Poiché il solo sospetto non sarebbe stato sufficiente per garantire una condanna in un tribunale, Hamilton e la polizia avevano lavorato insieme per inscenare gli eventi che hanno fatto sospettare a Richard che Kathryn fosse ancora viva, sperando che lui sarebbe tornato a cercare il suo corpo, dimostrando così di aver sempre saputo cosa le fosse successo. 

## Curiosità
- Tra i film dove Humphrey Bogart e Sydney Greenstreet recitano assieme, questo è l'unico in cui Bogart interpreta il cattivo. [1]
- Questo è il primo di due film in cui Bogart interpreta un uxoricida (l'altro è La seconda signora Carroll). In entrambe le pellicole, nella parte della donna desiderata fuori dal matrimonio vi è Alexis Smith. [1]
- La spilla indossata da Rose Hobart è la stessa indossata da Ingrid Bergman nella scena iniziale di Casablanca. [1]
- Per il ruolo di Kathryn Jack L. Warner aveva pensato a Joan Crawford ma il suo agente replicò che l'attrice, nei suoi film, non muore mai. [1]